# Дили
 Тази статия е за града в Източен Тимор.  За окръга вижте Дили (окръг).  За древния народ вижте Тиелъ.
Дили (на португалски: Díli) e столицата и най-големият град на Източен Тимор, център на община Дили.

## География
Разположен е на северния бряг на остров Тимор – най-източния от Малките Зондски острови. Има приблизително около 150 000 жители.

## История
Дили е заселен през 1520 г. от португалците, които го правят столица на Португалски Тимор през 1769 г.
През Втората световна война е окупиран от японците. Източен Тимор обявява едностранно независимост от Португалия на 28 ноември 1975 г. След 9 дена – на 7 декември, индонезийските сили за сигурност нахлуват в Дили. На 17 юли 1976 г. Индонезия анексира Източен Тимор и го превръща в своя 27-а провинция под името Тимор Тимур (на индонезийски: Timor Timur – Източен Тимор) с главен град Дили.
Следва гражданска война между индонезийците и борещите се за независимост източнотиморци. Тя продължава от 1975 до 1999 г. и в нея загиват хиляди изтчонотиморци и цивилни чужденци. Медиите в света известяват през 1991 г. за станалите в Дили масови убийства, а това съживява международната подкрепа за Източнотиморското движение за независимост. През 1999 г. Източен Тимор е обявен за протекторат на ООН и на 20 май 2002 г. Дили става столица на независимата Демократична република Източен Тимор.
През май 2006 г. припламва конфликт между части на армията, причинил значителни щети в града и довел до намесата на чужди войски за възстановяване на реда.

## Икономика
Дили е главното пристанище и търговски център на Източен Тимор. Градът се обслужва от международното летище „Президент Николау Лобато“, носещо името „Коморо“ преди независимостта на Източен Тимор.
Днес Дили е част от безмитната зона Триъгълникът на развитието, включващ областта между Източна Индонезия, Северна Австралия и Източен Тимор.
В град Дили се намира Националният университет на Източен Тимор.

## Забележителности
- Колона със статуя на Мария де Фатима – героиня от тиморската съпротива по време на индонезийската окупация.
- Пура Гиранатха – най-големият индуистки храм в страната, намиращ се близо до централния пазар.
- Кристо Рей – скулптура (на края на полуостров Фатукама) представя Иисус Христос върху глобус, с височина от 27 м е сред най-високите религиозни статуи в света.

## Личности

### Родени в Дили
- Жозе Рамош Орта, източнотиморски политик

## Побратимени градове
- Коимбра, Португалия
- Даруин, Австралия от 18 септември 2003 г.

## Фотогалерия
- Колоната „Света Мария“
- Пристанището на Дили
- Рибарска лодка в Дили
- Правителственият дворец на Източен Тимор
- Карта на Дили и околностите